# Valentin Titánia
Valentin Titánia (Amszterdam, Hollandia, 1984. július 8. –) magyar színésznő.

## Élete
Tizenöt éves korában költözött Magyarországra, először balettintézetbe járt, majd a Színház- és Filmművészeti Egyetemre jelentkezett, de raccsolása miatt nem vették fel. Egy internetes szavazáson Európa legszebb színésznőjének választották. Három nyelven (angolul, hollandul, magyarul) beszél. Legismertebb szerepe Marina, Röné barátnője, a Made in Hungaria című filmben. A Beugró beugrója volt a műsor hatodik évadának 2010. november 10-i adásában.
2009-ben végzett a Színház- és Filmművészeti Egyetemen, Huszti Péter és Kerényi Imre osztályában.

## Színház
- Bástyasétány 77.
- A dzsungel könyve
- Hallo, hallo!
- Katharina Blum elveszett tisztessége
- A lét elviselhetetlen könnyűsége
- Szegény gazdagok
- 3 Csehov

## Filmjei
- Brooklyn (2009)
- Made in Hungaria (2009)
- Pirkadat (2008)
- Történetek az elveszett birodalomból (2005)
- Marslakók (televíziós sorozat) (2012)